# Gamla stan

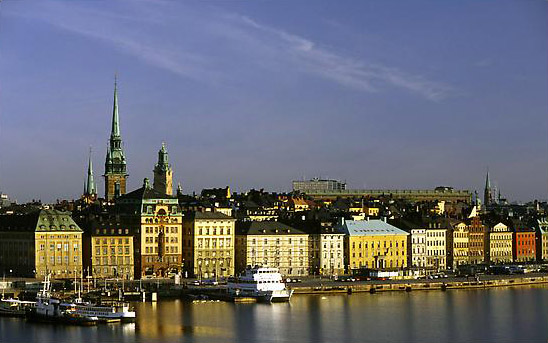
Una veduta mattutina dell'isola.

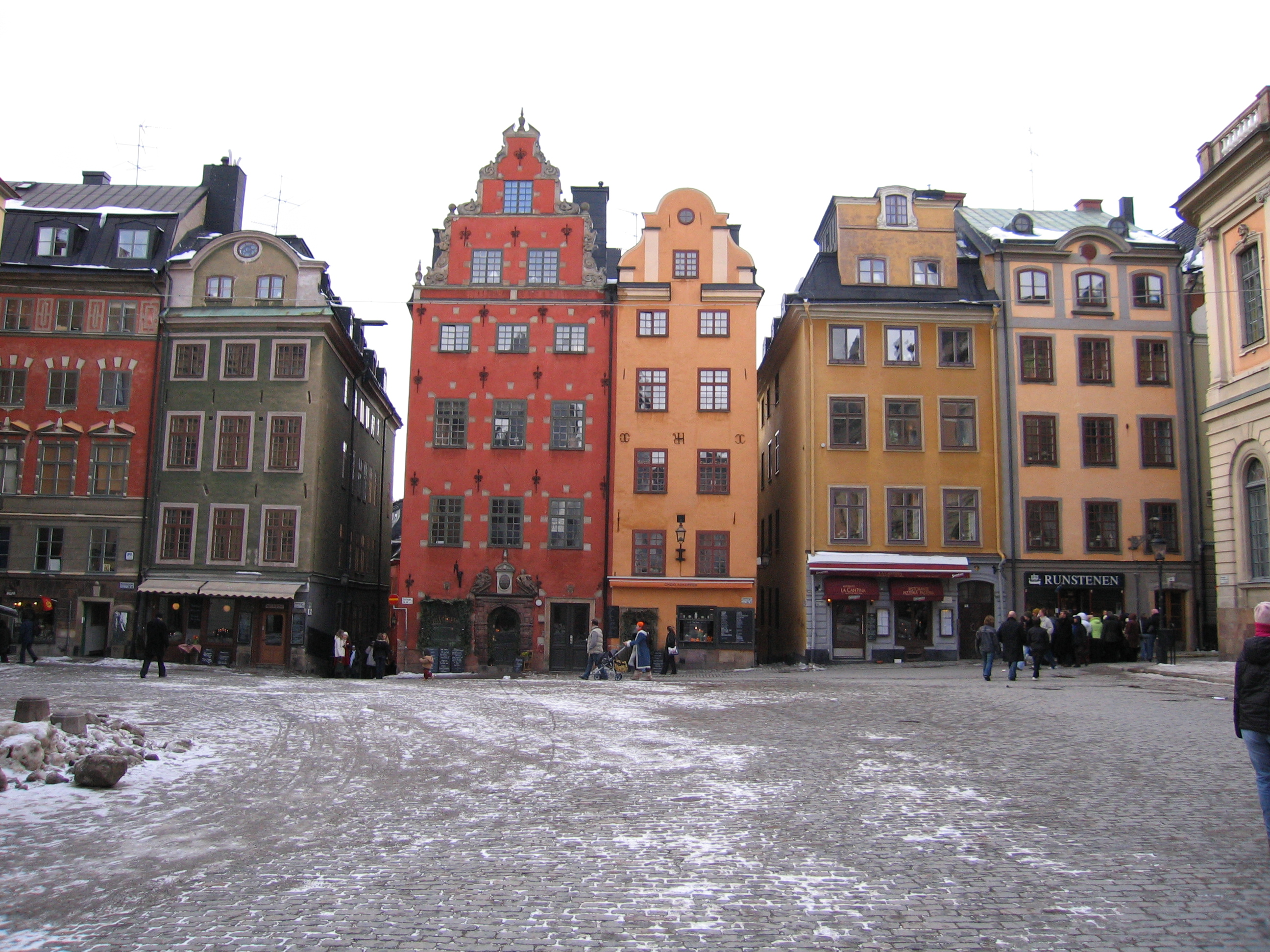
Stortorget.

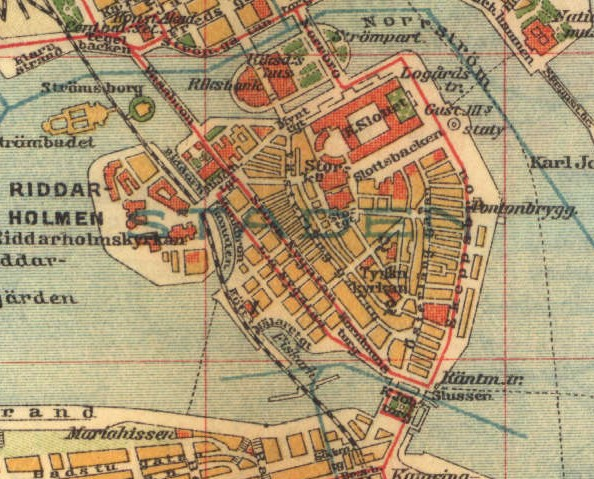
Mappa risalente al 1910.

Gamla stan è la città vecchia di Stoccolma.

## Geografia
In virtù della propria posizione centralissima, fino al 1980 era altresì chiamata "staden mellan broarna", ovvero "città tra i ponti". Parte della circoscrizione di Södermalm, è costituita principalmente dall'isolotto di Stadsholmen. Nonostante comprenda ufficialmente anche le zone di Riddarholmen, Helgeandsholmen e Strömsborg, queste non vengono colloquialmente considerate parte integrante di Gamla stan.

## Storia
La cittadella risale al XIII secolo, ed è essenzialmente formata da vicoli medievali e strade acciottolate. L'architettura tedesca in stile gotico baltico ha avuto una forte influenza nella costruzione di essa.
Stortorget (Piazza Grande) è il nome della grande piazza nel centro di Gamla stan : tra gli edifici che la circondano, è presente la Borsa di Stoccolma.
Proprio in questa piazza nel 1520 si è verificato il  massacro di Stoccolma, sanguinosa azione ad opera del re Cristiano II di Danimarca.

## Punti d'interesse
Oltre ad ospitare la Cattedrale di Stoccolma, il Museo Nobel e la chiesa di Riddarholm, Gamla stan vanta anche il Palazzo Reale di Stoccolma, sontuoso edificio in stile barocco completato nel 1760.
A Slottsbacken è situato il museo Kungliga Myntakabinettet dedicato alla storia della moneta. Da segnalare anche il Palazzo Tessin, edificio barocco progettato da Nicodemus Tessin il Giovane.

## Trasporti
Gamla stan è anche un'omonima stazione della metropolitana di Stoccolma, situata sia sulla linea rossa che sulla linea verde del sistema metroviario cittadino, tra le fermate di T-Centralen e Slussen. Essa fu inaugurata il 24 novembre 1957.